# Сабры (израильтяне)
Са́бры (ед. ч. «са́бра» (кактус), от ивр. צבר‎; ед. ч. муж. р. «цаба́р», жен. р «цабарит», мн. ч. муж. р. «цабарим», мн. ч. жен. р. «цабарийот») — термин, обозначающий евреев, которые родились на территории Израиля.
На 2023 год, 76,3 % израильских евреев — сабры, 48 % — сабры во втором и более поколениях.

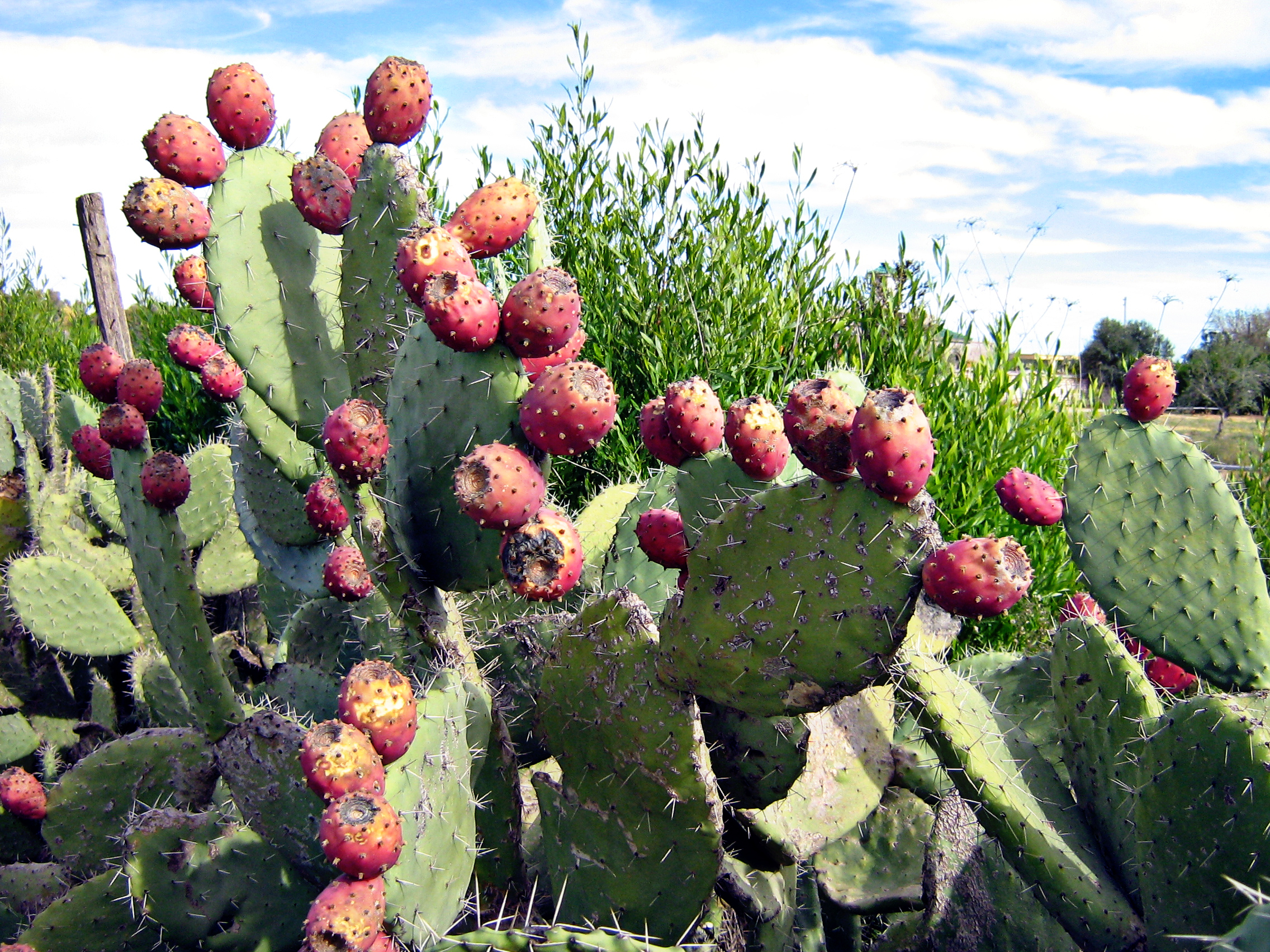
Опунция индийская

## История термина
Термин впервые был использован 18 апреля 1931 года журналистом Ури Кейсари в статье «Мы листья кактуса!», опубликованной в газете «Доар ха-Йом»; в статье он выступал против внешне высокомерного отношения коренных израильтян к новым репатриантам. Это сравнение с колючим пустынным растением (Опунция индийская), у которого сладкий и мягкий плод покрыт шкуркой с колючками, намекает на то, что сабра-киббуцник «колючий» снаружи, но «мягкий» и «сладкий» изнутри.
В политическом смысле сионистское движение использовало термин для восхваления «нового еврея», образ которого был создан в самом начале XX века. В противоположность «старому» типу еврея, который родился на чужбине и, согласно стереотипному образу, был «буржуем», «новый еврей» представлял тип поселенца, пахаря и трудяги. «Старый еврей» не предпринимал ничего для самозащиты, в то время как сабра защищает отечество с оружием в руках.
Ивритское слово «цабар» изначально было сленговым, но постепенно превратилось в нормативное, служившее для описания еврея, уроженца Израиля. Когда слово было сленговым, ударение падало на первый слог, а когда оно стало стандартизованным, ударение стало падать на последний слог, как в большинстве слов современного иврита.